# Андор (телесериал)
«А́ндор» (англ. Andor) — американский телесериал, созданный Тони Гилроем для стримингового сервиса Disney+. Он стал четвёртым по счёту игровым телесериалом в рамках медиафраншизы «Звёздные войны», а также приквелом к фильму «Изгой-один. Звёздные войны: Истории». В центре сюжета — жизнь Кассиана Андора в течение пяти лет до событий «Изгоя-один», в период формирования Альянса повстанцев.
В том же временном промежутке франшизы происходят события более раннего по дате выхода мультсериала «Звёздные войны: Повстанцы» (2014—2018). События обоих сериалов имеют сюжетные пересечения друг с другом, в частности они связаны с фигурой лидера повстанцев Мон Мотмой и резнёй на Гормане.
Диего Луна является исполнительным продюсером и вновь исполняет роль Кассиана Андора из «Изгоя-один». Также в сериале снялись Кайл Соллер, Адриа Архона, Чук Сибтайн, Джеймс Макардл, Руперт Ванситтарт, Стеллан Скарсгард, Фиона Шоу, Алекс Фернс, Гари Бидл, Женевьев О’Райли, Дениз Гоф, Фэй Марсей, Варада Сету, Элизабет Дюло, Кэтрин Хантер, Аластер Маккензи, Антон Лессер, Алекс Лоутер, Суле Рими, Эбон Мосс-Бакрак, Гершвин Эсташ-младший, Стэнли Таунсенд, Бен Майлз, Энди Серкис, Дункан Поу, Ричард Диллейн, Форест Уитакер и Бен Мендельсон. В ноябре 2018 года компания Lucasfilm анонсировала телесериал об Андоре с Луной в главной роли и Стивеном Шиффом в качестве шоураннера. В апреле 2020 года сценарист и режиссёр досъёмок «Изгоя-один» Тони Гилрой заменил Шиффа на посту создателя и шоураннера. Съёмки начались в конце ноября 2020 года и завершились в сентябре 2021 года.
Премьера первых трёх эпизодов первого сезона состоялась 21 сентября 2022 года. Сезон состоял из 12 эпизодов и завершился 23 ноября 2022 года. Сезон получил восторженные отзывы и высокие оценки, а многие издания назвали его лучшим или одним из лучших сериалов 2022 года.
Съёмки финального второго сезона, который также состоит из 12 эпизодов, прошли с 21 ноября 2022 года по август 2023 года. Он был посвящён четырём годам жизни Кассиана Андора и подвёл к событиям «Изгоя-один». Его премьера состоялась 22 апреля 2025 года. Сезон выходил с выпуском трёх эпизодов каждую неделю и завершился 13 мая 2025 года.

## Сюжет
Действие происходит в течение пяти лет до событий фильма «Изгой-один. Звёздные войны: Истории» (2016) и рассказывает о группе персонажей в период формирования Повстанческого альянса в целях борьбы против Галактической Империи. Один из таких персонажей — Кассиан Андор, вор, который становится революционером и в итоге присоединяется к сопротивлению.

## Актёрский состав

### Главные роли
- Диего Луна — Кассиан Андор:
Вор, чья родная планета Кенари была уничтожена в результате провала имперского проекта по добыче горных ресурсов. В начале сериала Андор — циник, «не принимающий революцию», который позднее станет «самой необузданной личностью, готовой отдать жизнь за Галактику» из фильма «Изгой-один». Гилрой описал его как прирождённого лидера, управляющего людьми, и добавил, что он — «идеальный тип шпиона, воина, убийцы»[3][4]. Антонио Винья исполнил роль Андора в юности[5].
- Кайл Соллер — Сирил Карн:
Помощник инспектора корпорации Preox-Morlana (Pre-Mor) Authority, корпоративного конгломерата в торговом секторе. Карн работает в охранной службе Pre-Mor и задаётся целью найти и арестовать Андора, подозреваемого в убийстве двух охранников корпорации[5]. Соллер сказал, что его персонаж обладает «сильным желанием проявить себя и заполнить пробелы в своей душе. Так что смысл действительно в том, чтобы подняться наверх, неважно в какой сфере он находится. Он выбрал путь самоограничения, полного контроля и превосходства»[6][7].
- Адриа Архона — Бикс Калин: Механик и торговец на чёрном рынке, союзница и, позже, подруга Андора[5].
- Стеллан Скарсгард — Лютен Раэль: Знакомый Бикс Калин и член Повстанческого альянса. Он нанимает Кассиана в качестве оперативника Повстанцев. Легальное прикрытие Лютена: торговля дорогим антиквариатом на планете Корусант[8][9].
- Дениз Гоф — Дедра Миро: Лейтенант тайной полиции Империи: Имперской службы безопасности (ИСБ)[10][11]. Властолюбивая и коварная женщина, не брезгующая ни интригами, ни пытками, ни шантажом при выполнении задач службы и на пути к карьере.
- Женевьев О’Райли — Мон Мотма: Сенатор, представительница Чандрила в Сенате Галактической империи, создательница многочисленных благотворительных фондов, использовавшихся для финансирования повстанческой сети Лютена Раэля. Не скрывает своего недоверия к действиям центрального правительства. Вызываясь быть публичным голосом от оппозиции, отвлекает внимание соперников и врагов от реальных действий по подготовке Галактики к серьёзному сопротивлению[4].
- Фэй Марсей — Вел Сарта: Оперативница Лютена и лидер группы диверсантов на планете Алдани, двоюродная сестра сенатора Мон Мотмы[5].

### Роли второго плана
- Фиона Шоу — Маарва Андор: Приёмная мать Кассиана[5].
- Варада Сету — Синта Кас: Оперативница Лютена и участница диверсии на планете Алдани, подруга Вел.
- Элизабет Дюло — Клейя Марки: Приёмная дочь и помощница Лютена[5].
- Кэтрин Хантер — Иди Карн: Мать Сирила[7].
- Аластер Маккензи[англ.] — Перрин Ферта: Супруг Мон Мотмы.
- Антон Лессер — майор Лио Партагас: Офицер Имперской Службы Безопасности, заместитель полковника Вуллфа Юларена, осуществляющий повседневное управление делами ИСБ[12].
- Чук Сибтайн[англ.] — Брассо: Коллега Андора[5].
- Джеймс Макардл — Тимм Карло: Коллега и парень Бикс Калин[5].
- Руперт Ванситтарт[англ.] — шеф Хайн: Начальник Сирила.
- Алекс Фернс — сержант Лайнус Моск: Офицер в Pre-Mor[5].
- Гари Бидл[англ.] — Клем Андор: Партнёр Маарвы и приёмный отец Кассиана[5].
- Алекс Лоутер — Карис Немик: участник диверсии на планете Алдани.
- Суле Рими — лейтенант Горн: имперский офицер на Алдани, тайный участник диверсии.
- Эбон Мосс-Бакрак — Арвел Скин: участник диверсии на планете Алдани.
- Гершвин Эсташ-младший — Тарамин Баркона: : участник диверсии на планете Алдани.
- Стэнли Таунсенд[англ.] — комендант Джейхолд Бихас: Начальник Горна на Алдани.
- Бен Майлз — Тей Колма: Банкир с Чандрила, друг детства Мон Мотмы.
- Энди Серкис — Кино Лой: Менеджер этажа имперского завода на планете Наркина-5. Серкис исполнял ранее роль Верховного лидера Сноука в трилогии сиквелов.
- Дункан Поу[англ.] — Рускотт Мелши: Лаборант и заключённый в заводском корпусе на Наркине-5, позднее присоединяющийся к Повстанческому альянсу вместе с Андором.
- Ричард Диллейн — Даво Скалдан: богатый теневой предприниматель с Чандрила, с сомнительной репутацией.
- Форест Уитакер — Со Геррера: Ветеран Войн клонов и лидер группировки повстанцев, известной как «Партизаны»[13].
- Бен Мендельсон — Орсон Кренник: Директор по исследованиям передовых видов оружия в имперской армии.

Кроме того, Дэйв Чэпман озвучивает дроида Андора B2EMO, Белль Сварк играет сестру Андора Керри, Бронте Кармайкл — дочь Мотмы Лиду, а Дэвид Хейман — вождя коренных жителей Алдани. Бен Бэйли Смит и Роберт Эммс исполнили роли офицеров ИСБ Блевина и Лонни Юнга соответственно. Ник Блад появился в роли Кимзи. Малкольм Синклер сыграл начальника ИСБ полковника Вуллфа Юларена, которого в фильме «Звёздные войны. Эпизод IV: Новая надежда» (1977) сыграл Роберт Кларк, а в мультсериалах «Звёздные войны: Войны клонов» (2008) и «Звёздные войны: Повстанцы» (2014) озвучил Том Кейн. Сэм Уитвер озвучил берегового штурмовика, арестовывающего Андора на Ниамосе. Клеменс Шик и Кристофер Фэйрбэнк сыграли Хэма и Улафа, двоих заключённых с планеты Наркина-5, а Эдриан Роулинс — доктора Расива, тюремного врача на Наркине-5.

## Эпизоды
| Сезон | Серии | Серии | Даты показа      | Даты показа     |
| Сезон | Серии | Серии | Первая серия     | Последняя серия |
| ----- | ----- | ----- | ---------------- | --------------- |
| 1     | 12    | 12    | 21 сентября 2022 | 23 ноября 2022  |
| 2     | 12    | 12    | 22 апреля 2025   | 13 мая 2025     |

### Сезон 1 (2022)
| № общий | № в сезоне | Название                                  | Режиссёр        | Автор сценария | Дата премьеры    |
| --- | ---------- | ----------------------------------------- | --------------- | -------------- | ---------------- |
| 1 | 1          | «Kassa» «Касса»                           | Тоби Хейнс      | Тони Гилрой    | 21 сентября 2022 |
| За пять лет до битвы при Явине Кассиан Андор отправляется на планету Морлана-один с целью отыскать свою пропавшую сестру. Когда Кассиан заходит в бордель, на него обращают внимание двое охранников корпорации Pre-Mor Authority. На улице между Кассианом и охранниками завязывается драка, в ходе которой тот случайно убивает одного офицера и застреливает второго. Кассиан улетает на планету Феррикс, где старается скрыть эти события, убеждая дроида B2EMO своей приёмной матери Маарвы и своего друга Брассо его прикрыть. Кассиан также просит свою подругу Бикс соединить его с покупателем на чёрном рынке, чтобы тот приобрёл у Кассиана модуль Starpath, ценный элемент навигационных технологий Империи. Бикс соглашается и связывается с покупателем, но её попытки скрыть связь с Кассианом кажутся подозрительными её парню Тимму. Тем временем на Морлане-один главный инспектор охраны решает скрыть информацию об убийстве, чтобы улучшить свой рапорт для представителей Империи, но его принципиальный заместитель Сирил Карн задаётся целью раскрыть это дело. Карн опознаёт корабль Кассиана по необычному поведению, прослеживает его до планеты Феррикс и узнаёт от всех свидетелей из борделя, что Кассиан упоминал, что он родом с планеты Кенари. Флешбэк: Молодой Кассиан, известный тогда как Касса, и его племя на Кенари решают исследовать разбившийся космический корабль и проходят мимо масштабной заброшенной республиканской шахты. |            |                                           |                 |                |                  |
| 2 | 2          | «That Would Be Me» «Это мог быть я»       | Тоби Хейнс      | Тони Гилрой    | 21 сентября 2022 |
| Тимм, которому по-прежнему кажется подозрительной связь Кассиана и Бикс, сообщает о Кассиане сотрудникам корпорации Pre-Mor, и те выдают ордер на его арест. Карн объединяется с Лайнусом Моском, таким же верным своему делу офицером, чтобы арестовать Кассиана. B2EMO сообщает Кассиану и Маарве о приказе, что пугает Маарву. Кассиан готовится покидать планету. Тем временем покупатель Бикс, Лютен Раэль, отправляется на Феррикс за модулем Starpath. Флешбэк: Касса и его отряд находят и исследуют разбившийся корабль, но одного из них убивает выживший член экипажа. Племя убивает нападающего и покидает место происшествия, но Касса решает остаться и осмотреть корабль. |            |                                           |                 |                |                  |
| 3 | 3          | «Reckoning» «Расплата»                    | Тоби Хейнс      | Тони Гилрой    | 21 сентября 2022 |
| Лютен прибывает на Феррикс и встречается с Кассианом на заброшенном заводе. Карн и Моск также прибывают туда вместе с группой офицеров. Они сталкиваются с Маарвой, но она отказывается сотрудничать. Карн перехватывает сообщение Кассиана, таким образом узнавая о его местонахождении. Кассиан собирается продать Starpath и покинуть Феррикс, но Лютен пытается уговорить его присоединиться к Повстанческому альянсу, упоминая его многократные успешные ограбления и диверсии на имперских кораблях. Когда офицеры Карна штурмуют завод, Кассиан и Лютен бегут к дому Маарвы, где берут в заложники Карна. Бикс узнаёт, что Тимм донёс службе безопасности на Кассиана и рвёт с Тиммом, вскоре её ловят офицеры, убивая пытавшегося вступиться за неё Тимма. Стрелявшего в Тимма офицера отправляют обратно на корабль дожидаться наказания, но он гибнет при взлёте из-за саботажа со стороны Брассо. Заминировав спидер и взорвав его среди подбежавших охранников, Лютен и Кассиан сбегают с планеты, оставляя позади Карна и Моска. Флешбэк: Маарва и её муж Клем исследуют разбившийся на Кенари корабль и обнаруживают Кассу. Они забирают его с собой, боясь того, что может случиться с ним, если его найдёт Республика. |            |                                           |                 |                |                  |
| 4 | 4          | «Aldhani» «Алдани»                        | Сюзанна Уайт    | Дэн Гилрой     | 28 сентября 2022 |
| Лютен привозит Кассиана на планету Алдани и просит присоединиться к диверсии. Кассиан соглашается, хоть и с неохотой; Лютен просит его использовать псевдоним среди мятежников, и Кассиан решает называть себя «Клем». Вел, лидер группы диверсантов, знакомит Кассиана с другими её членами, но о вмешательстве Лютена решает умолчать. Они рассказывают Кассиану о том, что собираются украсть из имперского хранилища Алдани зарплаты имперских войск целого звёздного сектора, используя для прикрытия отхода на медленном транспорте редкое природное явление в небесах на Алдани. Тем временем на Корусанте Лютен, богатый торговец антиквариатом, встречается с сенатором Мон Мотмой и обсуждает с ней сложности сокрытия от Империи финансовой поддержки Альянса повстанцев. Сирила Карна отчитывают и отправляют в принудительный отпуск, после чего он возвращается к своей матери Иди на Корусант. Лейтенант Имперской службы безопасности (ИСБ) Дедра Миро самостоятельно занимается расследованием инцидента на Ферриксе, но её коллеги и руководство это не одобряют так как Феррикс это звёздный сектор не её ответственности. |            |                                           |                 |                |                  |
| 5 | 5          | «The Axe Forgets» «Топор забывает»        | Сюзанна Уайт    | Дэн Гилрой     | 5 октября 2022   |
| На Алдани Кассиан-«Клем» скрывает своё прошлое от остальных членов команды, в результате чего большинство из них, в частности Арвел Скин, проявляют к нему недоверие. Тарамин Баркона тренирует «Клема» и других повстанцев перед налётом. По дороге на гарнизон «Клем» рассказывает о том, что является наёмником. Лидер команды Вел решает сконцентрироваться на миссии и повременить с деталями прошлого «Клема» до тех пор, пока они не добьются своего. Имперский офицер и двойной агент повстанцев лейтенант Горн тайно присоединяется к команде Вел. На Корусанте Иди высмеивает своего сына Сирила, когда тот рассматривает новые карьерные перспективы, и говорит что она поможет ему через знакомства. Мон Мотма для прикрытия финансирования повстанцев основывает благотворительный фонд, находясь в натянутых отношениях со своими мужем и дочерью. Инспектор ИСБ Блевин конфискует на Ферриксе здание отеля под новую штаб-квартиру службы. Тем временем его соперница Миро и её коллега Хирт приходят к выводу, что мятежники совершают серию краж имперского оружия и технологий по всей галактике. Лютен с тревогой ждёт, когда команда Вел и Кассиана выйдет с ним на связь. |            |                                           |                 |                |                  |
| 6 | 6          | «The Eye» «Око»                           | Сюзанна Уайт    | Дэн Гилрой     | 12 октября 2022  |
| При помощи Горна диверсанты успешно проникают на гарнизон, притворившись отрядом охранников перед комендантом Джейхолдом Бихасом, начальником Горна. Они берут семью Бихаса в заложники и заставляют его дать им доступ в хранилище с зарплатой звёздного сектора. Когда они загружают кредитами имперский грузовой корабль, охрана базы поднимает тревогу, Тарамин и Горн погибают в перестрелке. Синта не может попасть на корабль и остаётся на Алдани, улетают только Кассиан, Скин, Вел и Немик. При разгоне транспорта с награбленным происходит несчастный случай: Немика придавливает массивной тележкой, тот получает тяжелые травмы. Вел вкалывает Немику препарат, который временно поддерживает в нём сознание. Из последних сил Немик вычисляет маршрут для ухода от погони, сообщает его Кассиану и теряет сознание. Беглецы приземляются на другой планете, чтобы залечить раны Немика с помощью дружественного им врача, но врач оказывается бессилен и вскоре Немик умирает. Пока Вел занята присмотром за Немиком, Скин предлагает Кассиану бросить Вел, поделить всё украденное пополам и скрыться. Испытывая отвращение к Скину и предложенной им идее, а также опасаясь за свою жизнь, Кассиан неожиданно выхватывает свой бластер и убивает Скина. После этого Кассиан входит во врачебную палату, где видит только что умершего Немика и скорбящую над ним Вел, рассказывает ей о предательстве Скина и сообщает о своём намерении забрать себе ровно ту сумму, которую Лютен пообещал заплатить за участие Кассиана в диверсии, — а остальное оставить ей. Вел не верит, что Скин хотел её предать, и обвиняет Кассиана в убийстве, но тот отдаёт ей дорогостоящий амулет с камнем, который ранее отдал ему Лютен, и убеждает её, что ему нужны лишь его деньги, которые пообещал ему Лютен, вербуя на дело. На Корусанте Лютен и Клейя из телепередачи узнают об ограблении и молча ликуют от этой новости. |            |                                           |                 |                |                  |
| 7 | 7          | «Announcement» «Объявление»               | Бенджамин Карон | Стивен Шифф    | 19 октября 2022  |
| На Корусанте Карн устраивается на работу в Бюро стандартизации. Пока ИСБ ужесточает контроль и принимает радикальные меры, Блевин обвиняет Миро в карьеризме из-за сводки данных о кражах имперского оборудования, которую Миро получила нарушив протокол. Она доказывает своему начальнику майору Лио Партагасу значимость своей работы, и её переводят на Феррикс. Помощница Лютена Клейя Марки встречается с Вел на Корусанте и поручает ей найти и убить Кассиана, прежде чем тот раскроет личность Лютена. Мон Мотма встречается с Теем Колмой, своим старым другом и банкиром, и просит помочь ей скрыть следы сомнительных операций на её семейных счетах. Кассиан возвращается на Феррикс, чтобы отдать все долги, и узнаёт от Бикс о том, что его обвиняют в нападении на сотрудников корпоративной безопасности. Появление штурмовиков на Ферриксе напоминает Кассиану о том, как несколько лет назад Клем, его приёмный отец и муж Маарвы, был убит штурмовиками. Кассиан пытается убедить Маарву покинуть Феррикс вместе с ним, но она решает остаться и тайно участвовать в сопротивлении имперским силам. Кассиан под именем Киф Гирго в одиночку отправляется на курортную планету Ниамос. По дороге в магазин он сталкивается с береговыми штурмовиками и отрядом дроидов KX, которые арестовывают его за мелкое правонарушение, а после его приговаривают к шести годам тюремного заключения. |            |                                           |                 |                |                  |
| 8 | 8          | «Narkina 5» «Наркина-5»                   | Тоби Хейнс      | Бо Уиллимон    | 26 октября 2022  |
| Дедра приходит к выводу, что кражи и скупка имперского оборудования носят организованный характер, и за всеми эпизодами стоит центральная фигура, которой дают имя Аксис (от англ. axis — ось). ИСБ бросает силы на поиски Кассиана, поскольку тот встречался с Аксисом лично по поводу продажи модуля Starpath. Кассиана вместе с другими осуждёнными привозят на планету Наркина-5 на исправительные работы, его встрачает начальник участка заключённый Кино Лой. Кассиан каждый день работает в бригаде на ручной сборке металлических узлов. Вел и Синта отправляются на Феррикс на его поиски. Встретив больную Маарву, Бикс пытается связаться с Лютеном и узнать о местонахождении Кассиана, но Лютен отказывается отвечать на вызов, боясь, что их разговор будут прослушивать. Он покидает Корусант и отправляется на встречу с Со Геррерой, чтобы убедить его присоединиться к отряду Анто Кригира в атаке на имперскую электростанцию у Спеллхауса, но Геррера отказывается. Миро расспрашивает Карна о его опыте на Ферриксе, но отказывается сотрудничать с ним в расследовании. Вместе с отрядом она отправляется на Феррикс, где задерживает Бикс. |            |                                           |                 |                |                  |
| 9 | 9          | «Nobody’s Listening!» «Никто не слушает!» | Тоби Хейнс      | Бо Уиллимон    | 2 ноября 2022    |
| Миро с помощью доктора Горста пытает Бикс и узнаёт, что Кассиан может быть причастен к атаке на Алдани, но не узнаёт ничего об Аксисе. ИСБ ловит пилота повстанцев, который рассказывает о готовящейся атаке на электростанцию на Спеллхаусе. Мон встречается с Вел, своей двоюродной сестрой, и одобряет её убедительный имидж богатой бездельницы, непричастной к политике. Мон и Тей Колма продолжают втайне собирать средства на действия мятежников. Тем временем самого старшего члена бригады Кассиана по имени Улаф поражает инсульт и его усыпляет тюремный медик доктор Расив. Доктор Расив заявляет Кассиану и начальнику участка Кино о правдивости одного тревожного слуха: освобождённых заключённых на самом деле переводят в другие тюрьмы; одного заключённого по ошибке перевели на нижний ярус, и смотрители убили целую бригаду из двухсот человек, чтобы скрыть правду. Кассиан и Кино понимают, что тюрьма их не отпустит, и Кино решается сотрудничать с Кассианом при побеге. |            |                                           |                 |                |                  |
| 10 | 10         | «One Way Out» «Один выход»                | Тоби Хейнс      | Бо Уиллимон    | 9 ноября 2022    |
| Кассиан выводит из строя систему безопасности на своём ярусе, сломав водопровод и затопив сам ярус, что позволяет другим заключённым одолеть охранников и сбежать. Кино использует тюремное переговорное устройство, чтобы привлечь другие ярусы к побегу, и восстание распространяется по всей тюрьме. Несмотря на свою роль в побеге Кино не умеет плавать и вынужден остаться в окружённой водой тюрьме. Кассиан прыгает в воду вместе с другими сбежавшими и они плывут к земле. Мон Мотма и Тей Колма встречаются с земляком Даво Скалданом, богатым теневым дельцом с Чандрила, который мог бы помочь легализовать сомнительные операции Мон. Даво в ответ просит Мон представить её дочь его сыну, что является первым шагом на пути к бракосочетанию в их общей чандриланской культуре. Мон уходит со встречи, не дав ответа. Лонни Юнг, тайный информатор Альянса в рядах ИСБ, встречается с Лютеном и осведомляет его о новых действиях ИСБ. Они оба размышляют о том, как они стали заложниками своих ролей. |            |                                           |                 |                |                  |
| 11 | 11         | «Daughter of Ferrix» «Дочь Феррикса»      | Бенджамин Карон | Тони Гилрой    | 16 ноября 2022   |
| Маарва умирает и её хоронят на Ферриксе, Миро приказывает не мешать похоронам чтобы сгладить напряжение на планете. Вел сообщает Клейе о смерти Маарвы и узнаёт о том, что Мон вынуждена выдать свою дочь замуж, чтобы получить от Скалдана помощь в легализации своих операций. Дочь Мон Лида начинает принимать участие в групповых собраниях, связанных с чандриланской культурой и свадебными традициями, это огорчает Мон и Вел. Сирил Карн также узнаёт о похоронах Маарвы от своего бывшего подчинённого Моска и планирует самостоятельно разыскать Кассиана. Со Геррера в последний момент решает принять участие в нападении Кригира на Спеллхаус, но Лютен советует ему отказаться и рассказывает о том, что ИСБ осведомлено о готовящемся нападении. По пути на Корусант Лютен сбегает от имперского патруля, уничтожив в процессе несколько СИД-истребителей. Кассиан и Рускотт Мелши выбираются на берег, находят корабль и покидают Наркину-5. Они отправляются на Ниамос, там Кассиан забирает из тайника свои вещи и деньги. Узнав о смерти Маарвы, Кассиан разделяется с Мелши, намереваясь разоблачить несправедливую тюремную политику Империи. |            |                                           |                 |                |                  |
| 12 | 12         | «Rix Road» «Рикс-роуд»                    | Бенджамин Карон | Тони Гилрой    | 23 ноября 2022   |
| Кассиан возвращается на Феррикс на похороны Маарвы и узнаёт что Бикс арестована ИСБ. Дедра Миро и местный имперский гарнизон планируют взять Кассиана живым и допросить относительно Аксиса, в то время как Лютен собирается с помощью Вел и Синты убить Кассиана, используя имперскую засаду в качестве прикрытия. ИСБ, предотвратившее атаку Кригира, но не оставившее ни одного заложника, продолжает слежку за Мон Мотмой. Лиду, 14-летнюю дочь Мотмы, знакомят с 14-летним сыном Скалдана. На центральной улице Рикс-роуд начинаются похороны Маарвы. B2EMO показывает толпе скорбящих последнее видеопослание Маарвы: она призывает людей сражаться против Империи, и в квартале вспыхивает бунт. В хаосе Кассиан освобождает Бикс из камеры, в то время как Сирил Карн спасает Миро от атаки толпы. Встретившись с B2EMO, Брассо и остальными на верфи, Кассиан просит их улететь с планеты и увезти Бикс как можно дальше от Феррикса. Взволнованный восстанием на Ферриксе, Лютен возвращается на свой корабль, где его ожидает Кассиан. Узнав, что тот прилетел, чтобы убить его, Кассиан предлагает Лютену выбрать между его убийством и принятием в свои ряды. В финальной сцене после титров дроиды монтируют огневой диск «Звезды Смерти» используя металлические узлы, собранные заключёнными с Наркины-5. |            |                                           |                 |                |                  |

### Сезон 2 (2025)
| № общий | № в сезоне | Название                                                   | Режиссёр            | Автор сценария | Дата премьеры  |
| --- | ---------- | ---------------------------------------------------------- | ------------------- | -------------- | -------------- |
| 13 | 1          | «Один год спустя» «One Year Later»                         | Ариел Кляйман       | Тони Гилрой    | 22 апреля 2025 |
| Прошёл год после восстания на Ферриксе, Кассиан выдает себя за имперского летчика-испытателя, чтобы украсть прототип нового имперского корабля TIE Avenger. Когда он пытается доставить его на планету в джунглях, то попадает в засаду, устроенную бандой партизан Майи Пэй. На сельскохозяйственной планете Мина-Рау, Бикс, Брассо, Уилмон и B2EMO опасаются обнаружения Империей, поскольку работают у местного фермера без документов; Бикс страдает от посттравматического стрессового расстройства, вызванного пытками доктора Горста. На Чандрила Мон Мотма готовится к свадьбе своей дочери, заехавший в гости Тей Колма сообщает ей, что его финансовое положение стало заметно хуже из-за помощи Мон и повстанцам. Колма намекает на то, что ему нужна компенсация. Вел Сарта просит Лютена предоставить информацию о местонахождении её партнера и соратника по повстанческому движению Синты Каз, но тот утверждает, что ничего не знает. Орсон Кренник руководит тайным совещанием имперских офицеров по поводу принудительной добычи ресурсов планеты Горман из-за большой концентрации редкого минерала, и Дедра Миро неохотно принимает участие в этой инициативе. Конфликт между повстанцами Майи Пэй достигает точки кипения, и несколько членов отряда погибают, а Кассиана берут в заложники. |            |                                                            |                     |                |                |
| 14 | 2          | «Сагрона Тима» «Sagrona Teema»                             | Ариел Кляйман       | Тони Гилрой    | 22 апреля 2025 |
| На планете в джунглях Кассиана держат в плену, в то время как конфликт между членами бригады Майи Пэй обостряется, бригада разделяется на две фракции, переговоры между ними заходят в тупик. На Мина-Рау прибывают имперские офицеры, чтобы проверить миграционные документы всех рабочих. Бикс, Брассо и Уил договариваются о переезде в другую часть планеты, чтобы избежать проверки и проблем с документами. На Корусанте Дедра и Сирил, которые теперь живут вместе как пара, готовятся к светскому мероприятию, которое они все время откладывали. Во время подготовки к свадьбе Лиды Мон Мотма обсуждает с Лютеном опасность того, что Тей Колма раскроет информацию Империи. Лютен говорит, что следует попытаться выяснить цену Колмы за молчание о повстанцах. Кассиан ускользает от своих похитителей, когда те отвлекаются на междоусобицу, и на угнанном TIE Avenger бежит с планеты, оказавшейся луной Явин IV. |            |                                                            |                     |                |                |
| 15 | 3          | «Урожай» «Harvest»                                         | Ариел Кляйман       | Тони Гилрой    | 22 апреля 2025 |
| Кассиан устанавливает контакт с Клеей Марки и узнает, в какой опасности находятся его друзья на Мина-Рау. Дедра и Сирил приглашают мать Сирила, Иди, на ужин, во время которого Иди неоднократно унижает Сирила. Дедра дожидается ухода Сирила и угрозой заставляет Иди вести себя сдержанней. На Чандрила Лида выходит замуж за Стекана Скалдана, как и было условлено, после церемонии начинается торжественный приём. На Мина-Рау нелегальные беглецы с Феррикса готовятся переехать подальше от проверки документов, но имперский офицер лейтенант Кроле пытается изнасиловать Бикс, она убивает его после жестокой стычки. Штурмовики в ответ открывают огонь, убивают Брассо, но прилетает Кассиан на TIE Avenger и уничтожает имперских солдат. Кассиан, Бикс и Уил спасаются бегством на TIE Avenger. Во время торжеств на Чандрила, не сумев договориться о цене за молчание Колмы, Лютен сообщает Мон, что принял решение и Тей Колма должен умереть. Мон Мотма в расстройстве напивается и танцует, а Вел видит, как Тея Колму увозит оперативница Синта Кас. |            |                                                            |                     |                |                |
| 16 | 4          | «Вы когда-нибудь были на Гормане?» «Ever Been to Ghorman?» | Ариел Кляйман       | Бо Уиллимон    | 29 апреля 2025 |
| Проходит год после инцидента на Мина-Рау, Кассиан и Бикс становятся активными оперативниками Лютена и скрываются на Корусанте, хотя Бикс все ещё мучают кошмары о докторе Горсте. На Гормане Империя начинает строить оружейный склад. Сирил, заручившись поддержкой Дедры и Партагаса, занимает должность в Пальмо, столице Гормана, и притворяется сочувствующим сопротивлению, чтобы его завербовали. Узнав от Юнга, что Дедра тайно работает на планете, Лютен отправляет Кассиана оценить состояние повстанцев. Уилмону поручено обучить одного из людей Со Герреры по имени Плути работе с райдониевым экстрактором в рамках кражи топлива. Мон Мотма безуспешно пытается заручиться поддержкой, чтобы отменить продление законопроекта, дающего широкие полномочия ИСБ. |            |                                                            |                     |                |                |
| 17 | 5          | «У меня везде есть друзья» «I Have Friends Everywhere»     | Ариел Кляйман       | Бо Уиллимон    | 29 апреля 2025 |
| Клейя Марки узнает, что Даво Скалдан намерен сделать повторную экспертизу всей своей коллекции после того, как один из предметов оказался подделкой. Проверка наверняка найдёт «жучок», который они с Лютеном установили на один из предметов. Лютен приказывает ей извлечь «жучок» во время предстоящего приёма у Скалдана. Кассиан Андор встречается с повстанцами Гормана и узнает о их планах перехватить партию имперского оружия. Кассиан считает их слишком неопытными и отказывается помогать. Сирил докладывает на Корусант о планах ограбления на Гормане, Партагас с Дедрой соглашаются не мешать, чтобы расширить возможности повстанцев и контролировать их. Со Геррера убивает Плути, узнав что он предатель, и поручает Уилмону работать с экстрактором на ограблении хранилища райдониума. |            |                                                            |                     |                |                |
| 18 | 6          | «Какой праздничный вечер» «What a Festive Evening»         | Ариел Кляйман       | Бо Уиллимон    | 29 апреля 2025 |
| Кассиан настаивает на том, что повстанцы Гормана не готовы, и спорит с Лютеном, узнав, что тот за его спиной пытался убедить Бикс вернуться к работе. Лютен укоряет его за недальновидность и вместо этого отправляет Вел и Синту помочь повстанцам Гормана провернуть ограбление. Вел и Синта полностью примиряются и возобновляют свои романтические отношения. Ограбление проходит успешно, но один из бойцов не подчиняется приказу Вел, берет с собой бластер и случайно убивает Синту. Вел в отчаянии оплакивает Синту. На приёме у Даво Скалдана, Орсон Кренник и Мон Мотма спокойно спорят, в то время как Клейе удается извлечь жучок, используя Лонни Юнга в качестве прикрытия. Бикс и Кассиан врываются в новый офис доктора Горста и применяют к нему его же пыточное устройство, после чего минируют и взрывают помещение. |            |                                                            |                     |                |                |
| 19 | 7          | «Посланник» «Messenger»                                    | Янус Мец            | Дэн Гилрой     | 6 мая 2025     |
| Проходит год со дня гибели Синты. Повстанцы начали координировать военные действия с Явина IV, где теперь живут Кассиан и Бикс. Уилмон сообщает им, что Дедра находится на Гормане. Государственные СМИ представляют повстанцев Гормана как террористов, нанятых внешними агитаторами. Уилмон призывает Кассиана помочь убить её. Перед отлётом Кассиан идёт к целительнице Силы вылечить раненое плечо, целительница говорит Бикс, что Кассиан будет жизненно необходим Альянсу. Несмотря на свои опасения, что задание будет от Лютена, Кассиан соглашается участвовать в ликвидации Дедры и отправляется с Уилмоном на Горман. На Гормане Дедра обнаруживает, что её место временно занял капитан Кайдо, посланный Партагасом для наблюдения за имперским подчинением планеты, а Сирил начинает сомневаться в объяснениях Дедры о внешних агитаторах, учитывая его общение с повстанцами. |            |                                                            |                     |                |                |
| 20 | 8          | «Кто ты?» «Who are You?»                                   | Янус Мец            | Дэн Гилрой     | 6 мая 2025     |
| Кайдо спровоцировал протест на центральной площади Пальмо, перекрыв все выходы, и намеренно направил неопытных солдат в неспокойную толпу. Прибывший на площадь вместе с протестующими Сирил в ужасе осознает свою роль в этом, сталкивается с Дедрой в её кабинете и заставляет её рассказать ему правду о намерениях Империи в отношении Гормана, после чего вырывается. Следуя указанию Партагаса, Дедра неохотно приказывает войскам открыть огонь, что приводит к интенсивной перестрелке между повстанцами и имперскими войсками. Демонстранты пытаются бежать, но их убивают либо имперские бластеры, либо охранные дроиды KX, выпущенные Кайдо. Среди хаоса по площади бродит ошеломленный Сирил, а Кассиан пытается убить Дедру через её окно. Они сталкиваются друг с другом и вступают в схватку, в которой Сирил одерживает верх, но его убивает Риланц, лидер повстанцев Гормана. Сопротивлению удается обезвредить одного дроида КХ с помощью бронированного транспорта. Кассиан сбегает с Гормана вместе с дроидом, а Уилмон остается, чтобы найти и помочь своей подруге Дрине передать новости в галактику. После этого Дедра и Эди по отдельности переживают свои потери, а имперские новостные агентства возлагают вину на внешних агитаторов-повстанцев.                                      |            |                                                            |                     |                |                |
| 21 | 9          | «Добро пожаловать в Альянс» «Welcome to the Rebellion»     | Янус Мец            | Дэн Гилрой     | 6 мая 2025     |
| После резни на Гормане Империя рассматривает случившееся как восстание. Мон решает, что настало время открыто осудить Императора и бежать на Явин IV. Бэйл Органа решает остаться на Корусанте и поддержать её побег. Лютен узнает от Юнга, что команда Органы скомпрометирована, и поручает Кассиану помочь ей бежать, вступая в конфликт с Мон по поводу глубины его участия в Альянсе и его решения убить Колму. С помощью Бэйла Органы, Мон получает слово и выступает в Сенате с осуждением лжи в имперских СМИ и самого императора Палпатина. Кассиану удается вывести её из Сената, убив её водителя Эксмара Клориса и предателя в команде Органы по имени Беска. Мон остается на тайной квартире на Корусанте, чтобы публично позиционировать себя в рядах повстанцев на Явине IV, а Кассиан сопровождает Дрину и раненого Уилмона обратно на Явин IV. Кассиан решает покинуть Альянс и начать новую жизнь с Бикс, но она уходит ночью, оставив видеопослание, в котором говорит Кассиану, что он должен остаться с Альянсом, чтобы помочь им победить, и что она найдет его снова, когда повстанцы добьются успеха. Техникам повстанцев удается перепрограммировать дроида KX, чтобы он служил им. |            |                                                            |                     |                |                |
| 22 | 10         | «Останови это» «Make It Stop»                              | Алонсо Руиспаласиос | Том Бисселл    | 13 мая 2025    |
| Проходит год после событий на Гормане. Лонни Юнг предупреждает Лютена, что Империя строит Звезду Смерти и что Дедра, скорее всего, раскрыла их личности. Лютен вначале обещает Лонни и его семье безопасный перелет с Корусанта но затем из предосторожности убивает его. Затем Лютен уничтожает систему связи в своем магазине, прибывает Дедра и вступает с ним в схватку. Лютен пытается покончить с собой, и его, тяжело раненного, увозят в больницу, а Клейя Марки наблюдает за происходящим издалека. Во флешбэках, разбросанных по всему эпизоду, выясняется, что Лютен был имперским офицером, который дезертировал после того, как его подразделение уничтожило родной город Клейи. Найдя ее спрятавшейся на своем корабле, он удочеряет ее. Лютен уходит со службы и они с Клеей бродяжничают, торгуя антиквариатом и одновременно оказывая сопротивление Империи. В настоящем Дедру арестовывают за превышение полномочий, а Клейя пробирается в больницу, отключает систему жизнеобеспечения Лютена. |            |                                                            |                     |                |                |
| 23 | 11         | «Кто ещё знает?» «Who Else Knows?»                         | Алонсо Руиспаласиос | Том Бисселл    | 13 мая 2025    |
| Дедру допрашивает Кренник, который отчитывает её за то, что она допустила утечку данных и в одиночку противостояла Лютену. Расследование поручают Хирту, который опознает Клейю, майор Партагас объявляет её инфицированной и опасной для здоровья людей, чтобы ускорить её арест. Находясь в убежище Клейя связывается с Уилмоном, тот уговаривает Кассиана, Мелши и К-2СО лететь за Лютеном на Корусант, нарушая запрет руководства Альянса. Дедра дает Хирту информацию о коммуникациях Лютена, и команда ИСБ прослеживает сигнал от Клейи до убежища. Кассиан и Мелши добираются до убежища, чтобы забрать Клейю, она рассказывает, что Империя создает супероружие, но хочет остаться в стороне из-за взаимного недоверия с Альянсом на Явине IV. Команда Хирта блокирует Кассиана, Мелши и Клейю в убежище, но в здание входит К-2СО и атакует имперцев. |            |                                                            |                     |                |                |
| 24 | 12         | «Джедда, Кайбер, Эрсо» «Jedha, Kyber, Erso»                | Алонсо Руиспаласиос | Том Бисселл    | 13 мая 2025    |
| К-2СО убивает Хирта и его команду, но Клейя ранена. Кассиан, Мелши и К-2СО отвозят её на Явин IV, где Кассиана допрашивает руководство повстанцев и Бэйл Органа наказывает его за неповиновение. Большая часть руководства повстанцев, включая Бэйла, не доверяет сведениям от Лютена о новом супероружии, но Мон Мотма готова выслушать Клейю. Вел разговаривает с Кассианом, который убеждает ее в честности Лютена, они поднимают тост за павших товарищей. Партагасу предъявляют обвинение в провале захвата Аксиса, дают время наедине и он совершает самоубийство чтобы избежать ареста и позора. Дедра Миро оказывается в тюрьме, похожей на Наркина-5. С базой на Явин IV несколько раз связывается информатор Со Герреры требуя разговора с Кассианом, руководство Альянса понимает, что свидетельств о новом оружии Империи слишком много, чтобы это было ловушкой, и соглашается отпустить Кассиана и К-2СО на Кафрен для встречи с информатором. На Мина-Рау на полевом стане B2EMO играет в шашки с другим дроидом, а Бикс держит на руках своего ребенка от Кассиана и смотрит на солнце, заходящее за горизонт бескрайнего поля. |            |                                                            |                     |                |                |

## Производство

### Разработка
В ноябре 2017 года CEO компании Disney Боб Айгер объявил, что Disney и Lucasfilm работают над сериалом во вселенной Звёздных войн для стриминговой платформы Disney+. В феврале 2018 года Айгер уточнил, что в разработке находятся сразу несколько сериалов. В ноябре 2018 года было объявлено, что одним из разрабатываемых сериалов станет приквел к фильму «Изгой-один. Звёздные войны: Истории». Будущий сериал был описан как «шпионский триллер», главным персонажем которого станет Кассиан Андор в исполнении Диего Луны (ту же роль он сыграл и в фильме). Производство должно было начаться в 2019 году после того, как Луна закончит сниматься во втором сезоне сериала «Нарко: Мексика». Сценарий пилотной серии написал Джаред Буш.
К концу ноября 2018 года шоураннером и исполнительным продюсером проекта стал Стивен Шифф. Тони Гилрой, являвшийся соавтором сценария «Изгоя-один» и контролировавший масштабные пересъёмки фильма, присоединился к проекту в начале 2019 года после обсуждения первых подробностей сюжета с Луной. В июле Рик Фамуйива участвовал в переговорах по поводу режиссуры нескольких эпизодов после того, как сделал то же самое для другого сериала по вселенной «Звёздных войн», «Мандалорец». Об участии Гилроя стало известно в октябре, тогда он должен был написать сценарий к первому эпизоду и снять несколько эпизодов, работая совместно с Шиффом. К апрелю 2020 года Гилрой заменил Шиффа на посту шоураннера. После шести недель подготовки к съёмкам в Великобритании в начале 2020 года производство сериала было отложено из-за ограничений, введённых в связи с распространением COVID-19. В сентябре 2020 года подготовка к съёмкам возобновилась. Гилрой, проживающий в Нью-Йорке, не захотел лететь в Великобританию из-за продолжающейся пандемии COVID-19, поэтому режиссёром первых трёх эпизодов был назначен британский режиссёр Тоби Хейнс. Гилрой при этом остался исполнительным продюсером и шоураннером. В декабре 2020 года президент Lucasfilm Кэтлин Кеннеди объявила официальное название сериала: «Андор» и заявила о запланированном релизе в 2022 году. Луна является исполнительным продюсером сериала, который должен был состоять из 12 эпизодов. В феврале 2021 года дополнительными режиссёрами стали Бен Карон и Сюзанна Уайт. Сэнни Уоленберг и Мишель Рейван также являются исполнительными продюсерами.
В феврале 2022 года Стеллан Скарсгард объявил о том, что у сериала запланирован второй сезон, съёмки которого должны начаться в конце года. В том же апреле оператор Адриано Гольдман сказал, что изначально планировалось выпустить пять сезонов, но понадеялся на изменение этих планов и сокращение числа сезонов до трёх. Спустя месяц во время Star Wars Celebration Lucasfilm подтвердили факт разработки второго двенадцатисерийного сезона. Гилрой объяснил, что оригинальный пятисезонный план был отменён, так как был «физически невозможен» из-за масштабов сериала, и в итоге было решено вместо этого завершить сериал ещё одним сезоном, плавно подводящим к событиям «Изгоя-один». Съёмки финального второго сезона проходили с 21 ноября 2022 года по август 2023. Сообщалось, что сезон также разбит на «блоки» из трёх эпизодов, каждый из которых будет продвигать историю ближе к событиям «Изгоя-один».

### Сценарий
Кроме Гилроя и Шиффа в команду сценаристов сериала вошли Бо Уиллимон и брат Гилроя Дэн. Гилрой хотел, чтобы сериал был понятен всем зрителям, не только фанатам «Звёздных войн», надеясь, что эти фанаты потом смогут посмотреть сериал с родными и друзьями, которым неинтересна данная вселенная. Луна выразил восхищение возможностью более детально исследовать персонажа Андора, после горького опыта, полученного при создании «Изгоя-один», где персонаж погибает. Поскольку «Андор» является приквелом к фильму, Луна сказал, что ему было «приятно погрузиться в историю, финал которой тебе уже известен. Так ты можешь учесть все нюансы и слои. Полагаю, весело делать что-то, что не приближает к концу, а отдаляет от него». Луна имел возможность обсудить элементы предыстории персонажа, о которых он задумывался во время съёмок «Изгоя-один», и был благодарен Гилрою за то, что тот сделал персонажа беглецом. Он объяснил это тем, что «это путешествие мигранта, что мне очень близко. Ощущение необходимости движения очень глубоко исследовано в этой истории». Луна посчитал так, потому что «было сложно узнать, откуда он родом», а также что Андор хотел «найти перспективы, свободу, шансы, которые не были даны ему при рождении».
Действие первого сезона происходит за пять лет до «Изгоя-один» и рассказывает об одном годе из жизни Андора и его становлении революционером. Следующие четыре года будут охвачены во втором сезоне, который послужит подводкой к событиям фильма. Гилрой обращается к двум сезонам как к двум половинам новеллы. Луна сказал, что сериал был о построении революции, и что было необходимо исследовать «революционера, которым можно стать, чтобы что-то изменить, остановить войну, сделать мир пригодным для жизни», что ему показалось уместным в условиях реальности. Гилрой сказал: «Этот парень отдал жизнь за Галактику, верно? В смысле, он будучи в здравом уме, трезво мысля, без возражений пожертвовал собой. Кто так делает?» Он хотел исследовать эту идею в первом сезоне, начиная с представления Андора как «не признающего революцию, циничного, потерянного отброса общества». Сезон показывает уничтожение родного мира Андора, когда он был ребёнком, а затем его нового дома, который восстаёт против Империи. Луна и Гилрой сказали, что сериал также о том, как «бесправные могут на что-то повлиять». Актриса Фиона Шоу описала политический комментарий в сценариях Гилроя как «великую, дерзкую интерпретацию Трамповщины», добавив, что «в наше время мир повсеместно взрывается, права людей исчезают, и „Андор“ это отражает. [В сериале] Империя захватывает власть, и это почти то же самое, что происходит в реальности». Между тем, актриса Дениз Гоф сказала, что арка её персонажа касается вопроса гендерной политики, что Гилрой объяснил тем, что «мы очень, очень, очень глубоко погрузились в имперский сегмент истории». Начиная с показа истории Андора в первых трёх эпизодах, после четвёртого сериал расширяет свой охват, чтобы показать остальных членов актёрского ансамбля, таких как лидер повстанцев Мон Мотма, чьи с Андором пути пересекутся во втором сезоне. Гилрой чувствовал, что после просмотра сериала фанаты «Звёздных войн» увидят Мотму в новом свете, и добавил, что в сериале есть персонажи и события, которые могут показаться другими или «более интересными», чем при первом впечатлении: «Всё, что вам говорили, что пишут на Вукипедии… это всё неправда».

### Дизайн
Люк Халл выступил художником-постановщиком сериала, который он описал как «очень кинематографичный». Нил Скэнлэн работал над эффектами существ и дроидов, чем ранее занимался при работе над фильмами по «Звёздным войнам» от Disney, в том числе и над «Изгоем-один». Он сказал, что его команда относилась к сериалу так же, как к фильмам, и благодаря участию Гилроя сериал мог бы вписаться в то же «русло истории [„Звёздных войн“]», что и «Изгой-один», имея «более острые углы», чем другие проекты вселенной. Скэнлэн добавил, что в сериале также могут появиться существа, созданные для фильмов, но ранее там не фигурировавшие, вместе с некоторыми новыми созданиями. На открытом воздухе для съёмок была построена декорация города, протяжённость которой по словам актрисы Адрии Архоны составила от трёх до пяти кварталов.

### Подбор актёров
После анонса сериала в ноябре 2018 года было подтверждено, что Диего Луна повторит свою роль Кассиана Андора из «Изгоя-один». В апреле 2019 года Алан Тьюдик объявил о повторении своей роли K-2SO. Год спустя Стеллан Скарсгард, Кайл Соллер, Женевьев О’Райли и Дениз Гоф присоединились к актёрскому составу. О’Райли повторяет свою роль Мон Мотмы из «Изгоя-один» и прочих проектов вселенной «Звёздных войн». Адриа Архона присоединилась к актёрскому составу в августе 2020 года, а в декабре стало известно об участии Фионы Шоу, Тьюдик не был включён в официальный список актёров. Спустя месяц Тьюдик подтвердил, что не появится в первом сезоне из-за изменения истории Гилроя, но вполне может появиться в последующих сезонах. Роберт Эммс получил роль второго плана в июне 2021 года, когда Скарсгард заявил, что Форест Уитакер повторит свою роль Со Герреры из «Изгоя-один». В феврале 2022 года Дэвид Хейман подтвердил своё участие в сериале после того, как фанаты заметили его на съёмочной площадке. В первом сезоне было задействовано более двухсот актёров и более шести тысяч членов массовки.

### Съёмки
Съёмки начались в Лондоне в конце ноября 2020 года на студии Pinewood Studios. Сериал снимался под рабочим названием «Пилигрим» и стал первым игровым сериалом по мотивам «Звёздных войн», при съёмках которого не была использована технология StageCraft. Это было объяснено тем, что сценарии в большей степени соответствовали требованиям съёмки на открытой местности с применением декораций, и Луна заметил, что иной подход к процессу сделал сериал похожим на «Изгоя-один», чей стиль съёмки также отличался от других фильмов серии. Тоби Хейнс снял первые три эпизода, Бен Карон, Сюзанна Уайт и Хейнс сняли каждый по одному «блоку» из трёх эпизодов. Операторами выступили Джонатан Фримен и Адриано Гольдман. Съёмки планировалось начать ещё в 2019 году, после чего их начало было перенесено на июнь 2020 года, но затем вновь отложено из-за пандемии COVID-19. На съёмочной площадке соблюдались все меры предосторожности, такие как регулярное измерение температуры у сотрудников и тесты на вирус три раза в неделю. Завершение съёмок в Pinewood Studios было запланировано на июль 2021 года.
В конце января 2021 года на территории бывшего карьера в селе Литл-Марлоу, Бакингемшир, находящемся недалеко от Pinewood Studios, была построена масштабная декорация деревни. Там съёмки должны были продлиться до апреля. В апреле процесс также проходил на территории бывшего Коритонского нефтеперерабатывающего завода в городе Коррингем. В течение нескольких дней в начале мая съёмки проходили в городе Кливлейс в Ланкашире, где городские набережная и пляж на время съёмок стали инопланетной локацией, после чего в течение ещё нескольких дней сериал снимался в бывшем карьере Уинспит в Дорсете. В конце мая съёмочная группа была замечена в Чёрном парке, где также снимали фильмы вселенной «Звёздных войн» от Disney. К концу месяца основное производство «Пилигрима» было перенесено на распадок Глен в Пертшире, Шотландия, где по планам работа должна была продлиться до конца июня. Около пятисот членов съёмочной группы отправились в Обан, Шотландия, чтобы провести съёмки в окрестностях Круачанской электростанции. Процесс начался 18 июня на дамбе и в туннелях станции, где были возведены декорации. С 22 по 24 июня съёмки прошли в карьере Миддл-Пик неподалёку от Уэрксуэрта, Дербишир. Ожидалось, что производство завершится в середине 2021 года, и Луна подтвердил, что съёмки были окончены 27 сентября.
Съёмки второго сезона начались 21 ноября 2022 года и завершились в августе 2023 года.

### Музыка
Гилрой связался с Николасом Брителлом по поводу написания композиций к сериалу в 2020 году, до начала съёмок, чтобы тот смог написать исходную музыку, которая должна была звучать на съёмочной площадке. Гилрой и Брителл, соседи на Манхэттене, впервые встретились для обсуждения проекта в августе 2020 года. Кеннеди и Гилрой хотели, чтобы звук в сериале был уникален, и Брителл сообщил, что это будет «оркестр-плюс» с «широким диапазоном звуков», включая некоторые из уже созданных им. Он добавил, что большой масштаб сериала означал, что «у каждого эпизода новые требования, новая музыка и новые идеи. Важно, чтобы музыка развивалась по мере развития истории». Брителл был официально объявлен композитором сериала в феврале 2022 года и всё ещё работал над музыкой к маю, сказав, что они «в тот момент работали без перерывов месяцами, а точнее, годами». На тот момент на студии AIR Lyndhurst в Лондоне активно вёлся процесс записи с полным оркестром. Брителл не мог отправиться в Лондон в связи с пандемией, но работал с местной командой, также сотрудничавшей с ним при создании другого телесериала.
Вся музыка написана Николасом Брителлом.
| №                   | Название                               | Длительность |
| ------------------- | -------------------------------------- | ------------ |
| 1.                  | «Andor (Main Title Theme) - Episode 1» | 1:18         |
| 2.                  | «WE BEGIN (Time Grappler)»             | 0:37         |
| 3.                  | «Niamos! (Morlana Club Mix)»           | 1:42         |
| 4.                  | «Morlana Drop»                         | 1:45         |
| 5.                  | «Pre-Mor Shakedown»                    | 0:57         |
| 6.                  | «B2»                                   | 1:17         |
| 7.                  | «Rix Road»                             | 1:51         |
| 8.                  | «Bix Caleen»                           | 0:50         |
| 9.                  | «Kenari Council»                       | 1:48         |
| 10.                 | «Bix Has a Secret»                     | 1:08         |
| 11.                 | «Kenari Male Wanted for Questioning»   | 0:59         |
| 12.                 | «The Cassian Way»                      | 1:42         |
| 13.                 | «Andor (Main Title Theme) - Episode 2» | 0:52         |
| 14.                 | «End of Day»                           | 1:21         |
| 15.                 | «Who Else Knows?»                      | 1:47         |
| 16.                 | «Luthen Rael»                          | 1:25         |
| 17.                 | «The Kenari War Cry»                   | 1:32         |
| 18.                 | «The Night Before»                     | 1:58         |
| 19.                 | «Pilgrim»                              | 1:29         |
| 20.                 | «Andor (Main Title Theme) - Episode 3» | 0:40         |
| 21.                 | «Mirror»                               | 2:08         |
| 22.                 | «Corpos»                               | 1:41         |
| 23.                 | «In Their House/Who Are You?»          | 2:07         |
| 24.                 | «The Reckoning»                        | 0:56         |
| 25.                 | «Past/Present Suite»                   | 3:44         |
| 26.                 | «Andor (Main Title Theme) - Episode 4» | 0:47         |
| 27.                 | «I Came for You»                       | 2:40         |
| 28.                 | «ISB»                                  | 0:41         |
| 29.                 | «Blue Kyber»                           | 1:27         |
| 30.                 | «Where's My Starpath Unit?»            | 1:08         |
| 31.                 | «Luthen of Coruscant»                  | 1:23         |
| 32.                 | «Syril Suite»                          | 1:50         |
| 33.                 | «Mon Mothma»                           | 2:17         |
| 34.                 | «END OF DAY (Time Grappler)»           | 0:36         |
| Общая длительность: | Общая длительность:                    | 50:00        |

| №                   | Название                               | Длительность |
| ------------------- | -------------------------------------- | ------------ |
| 1.                  | «Andor (Main Title Theme) - Episode 5» | 1:08         |
| 2.                  | «If I Was Them»                        | 1:34         |
| 3.                  | «The Valley»                           | 2:10         |
| 4.                  | «Tomorrow»                             | 3:51         |
| 5.                  | «Andor (Main Title Theme) – Episode 6» | 0:50         |
| 6.                  | «Get Down!»                            | 2:36         |
| 7.                  | «No Turning Back»                      | 1:13         |
| 8.                  | «The Vault – Parts 1 and 2»            | 3:45         |
| 9.                  | «The Vault – Parts 3 and 4»            | 3:11         |
| 10.                 | «The Rono Trawler»                     | 2:05         |
| 11.                 | «Climb!»                               | 2:30         |
| 12.                 | «The Morning After»                    | 1:15         |
| 13.                 | «Andor (Main Title Theme) – Episode 7» | 0:58         |
| 14.                 | «Fuel Purity»                          | 1:17         |
| 15.                 | «Kleya»                                | 1:26         |
| 16.                 | «I Thought He’d Be Here»               | 1:05         |
| 17.                 | «Niamos! (Coruscant Lounge Mix)»       | 2:27         |
| 18.                 | «Maarva’s Rebellion»                   | 2:54         |
| 19.                 | «Niamos! (Galaxy Mix)»                 | 1:08         |
| 20.                 | «Tourists Don’t Run»                   | 2:01         |
| 21.                 | «Six Year Sentence»                    | 1:45         |
| 22.                 | «Andor (Main Title Theme) – Episode 8» | 0:51         |
| 23.                 | «Move!»                                | 0:48         |
| 24.                 | «Narkina 5»                            | 1:02         |
| 25.                 | «Unit 5-2-D»                           | 4:20         |
| 26.                 | «Thirty Shifts Later»                  | 2:38         |
| 27.                 | «Shut It Down»                         | 2:22         |
| Общая длительность: | Общая длительность:                    | 53:00        |

## Маркетинг
В декабре 2020 года на презентации Дня инвесторов Disney был показан шоурил, содержащий кадры с пре-продакшна и съёмок, а Кеннеди объявила название и актёрский состав сериала. Гилрой, Луна и О’Райли продвигали сериал на Star Wars Celebration в мае 2022 года, где был показан первый тизер-трейлер. Журналист The Hollywood Reporter Аарон Коуч сказал, что он показал «твёрдую сторону» вселенной «Звёздных войн». Дэниел Чин из The Ringer посчитал, что сериал имеет уникальную индивидуальность во франшизе «Звёздных войн», выраженную в более тёмном тоне, и сказал, что тизер «пишет картину формирования сопротивления против Империи». Райан Скотт из /Film посчитал, что тизер дал «на данный момент наиболее полный взгляд на шоу». Он сказал, что в сериале может быть исследована тема моральности повстанцев, написав, что хоть их и видят как героев, «у них есть свои нераскрытые грязные тайны». В своей рецензии для CNET Шон Кин посчитал, что трейлер показал не так много, но при этом дал «интригующий привкус шпионского настроя шоу». Луна показал официальный трейлер 1 августа во время передачи «Good Morning America». Хэтти Линдерт из The A.V. Club обратила внимание на экшн-сцены в трейлере, сказав, что «в дополнение к эпическому размаху и тёмному тону сериал обещает захватывающие боевые сцены, созданные практически без зелёного экрана», а также обратила внимание на опыт работы Гилроя над шпионскими фильмами, такими как серия о Джейсоне Борне. Джеймсу Хибберду из The Hollywood Reporter понравилось то, что экранное время Андора в трейлере увеличилось по сравнению с тизером, а также посчитал сериал «приятной сменой обстановки после предыдущих сериалов компании по „Звёздным войнам“». Обозреватель CNN Скотти Эндрю посчитал, что он «раскрывает больше деталей эволюции Андора от простого вора до галактического мученика». Луна и Кеннеди представили третий трейлер во время D23 Expo, и Кин написал, что «трейлер ставит довольно мрачные установки для революционера Кассиана Андора и его команды, так как борьба с Империей и непрерывный поток штурмовиков выглядят как билет в один конец». В то же время журналистка Collider Рэйчел Лишман посчитала, что трейлер «даёт более детальный взгляд на то, где находится сопротивление и кто сражается с Империей», и была взволнована изображением Империи в сериале, написав, что «учитывая те мелкие миссии и ощущения, которые ждут повстанцев впереди, Империя выстроена в ровную цепочку наряду с тем, что мы знаем о Кассиане, так что этот трейлер действительно только что заинтриговал нас относительно того, какой сериал нас ждёт».

## Премьера
Премьера первого сезона «Андора» состоялась 21 сентября 2022 года на платформе Disney+. Были выпущены три эпизода, остальные девять эпизодов выходили на еженедельной основе до 23 ноября 2022 года. Сериал планировалось выпустить в 2021 году, пока производство не было отложено в связи с пандемией COVID-19. Изначально первый сезон должен был выйти 31 августа с двумя эпизодами. Премьера финального второго сезона состоялась 22 апреля 2025 года. Были выпущены три эпизода, остальные девять эпизодов также выпускались по три в неделю до 13 мая 2025 года.

## Отзывы и оценки
На сайте-агрегаторе Rotten Tomatoes рейтинг первого сезона составляет 96 % со средней оценкой 8,5 балла из 10 возможных на основании 608 рецензий критиков. На Metacritic рейтинг первого сезона составляет 74 балла из 100 возможных на основании 31 рецензии критиков, что соответствует «в целом положительным» отзывам.
По итогам 2022 года многие издания, например BBC, The Economist, Esquire, GameSpot, The Hollywood Reporter, Rolling Stone, The Telegraph, Total Film, Vulture, Wired, Мир фантастики, включили «Андор» в свои списки лучших сериалов года. Некоторые, например Empire, IGN, Polygon, USA Today, назвали его сериалом года. По данным Metacritic, по частоте включения в списки лучших за 2022 год этот сериал уступил только «Разделению», причём «Андор» чаще ставили на первое место в списках.